# دنی بون
دنی بون (فرانسوی: Dany Boon‎؛ زادهٔ ۲۶ ژوئن ۱۹۶۶) یک هنرپیشه، و کارگردان اهل فرانسه است.
از فیلم‌ها یا برنامه‌های تلویزیونی که وی در آن نقش داشته است می‌توان به آستریکس و اوبلیکس: خدا حافظ خاک بریتانیا، بدل، به استیکز خوش آمدید، آن‌سوی زندگی و بله اشاره کرد.